# Lucnjaci
Lucnjaci var mytomspunna andar från kroatisk folktro. Enligt legenderna var det själar av barn och bebisar som dog innan det blev döpta. Det kunde inte ta sig till himlen eller helvetet, så det förblev kvar på jorden och blev beskyddare över människor som var i fara eller kom vilse. Det spelade ingen roll om personen var god eller ond, för andarna kunde hjälpa vem som helst. Lucnjaci kunde befinna sig i övergivna platser, skogar och fält där det lekte med varandra när ingen människa såg dem. 